# 中国真空学会
中国真空学会是中华人民共和国真空科技工作者组成的群众性学术团体，是中国科学技术协会主管的社会团体，1979年10月在甘肃省兰州市成立。